# Victorwithius rufus
Victorwithius rufus är en spindeldjursart som först beskrevs av Luigi Balzan 1887.  Victorwithius rufus ingår i släktet Victorwithius och familjen Withiidae. Inga underarter finns listade i Catalogue of Life.